# Jože Zemljak
Jože Zemljak, slovenski politik in diplomat, * 16. november 1908, Ljubljana, † 28. januar 1987, Ljubljana.

## Življenje in delo
Obiskoval je Klasično gimnazijo (1920-1929) v Šentvidu pri Ljubljani, kjer je sodeloval pri rokopisnem listu Domače vaje, nato je na ljubljanski Filozofski fakulteti študiral slavistiko (1929-1934). Med študijem se je politično udejstvoval v levih krščanskih akademskih društvih in bil 1932 izvoljen za predsednika Zveze slušateljev Aleksandrove univerze. Po dveh letih brezposelnosti je postal 1936 honorarni in 1938 stalni profesor na Trgovski akademiji v Ljubljani. V letih 1936-1937 je pisal gledališke kritike v Slovenski dom. Od 1938, ko sta z E. Kocbekom ustanovila revijo Dejanje (1938-1941), je sodeloval v uredništvu in pisal politične članke (1938: Boj za demokracijo, Veliki dogodek; 1939: Vojna za novo Evropo; 1940: Zunanja politika ZSSR; 1941: Mirovni cilji britanske delavske stranke, Dr. Anton Korošec – politik), pa tudi poročila o knjigah: Lavo Čermelj, La minorité slave en Italie (1938), P. Guberina in K. Krstić, Razlike izmedu hrv. i srp. književnog jezika (1941).
V začetku vojne je stopil kot predstavnik krščanskih socialistov v OF, 1941 je bil član IO mladinske OF, 1942 član okrožnega odbora OF za Ljubljano, spomladi 1942 (po odhodu E. Kocbeka na osvobojeno ozemlje) postal član uredniškega odbora Slovenskega poročevalca. Za ilegalni Slovenski zbornik 1942 je napisal razpravo Misli o slovenskem mednarodno-političnem konceptu. Decembra 1942 so ga fašisti zaprli in aprila 1943 poslali v koncentracijsko taborišče Visco. Po kapitulaciji Italije se je vrnil v Ljubljano, postal član Pokrajinskega odbora OF, oktobra 1943 odšel v partizane in postal član Upravne komisije za prosveto in kulturo. Na Kočevskem zboru je bil izvoljen v Slovenski narodnoosvobodilni svet, Vrhovni plenum OF in AVNOJ, jeseni 1944 v IOOF, 1944 je postal član Znanstvenega inštituta (načelnik informacijsko-propagandnega, nato kulturno-prosvetnega odseka). Decembra 1944 je odšel v Beograd in stopil v diplomatsko službo, v kateri je ostal 20 let. Med drugim je bil 1945 član jugoslovanske vojne misije na mirovni konferenci v Parizu, 1947-1949 svetnik v jugoslovanski ambasadi v Varšavi in 1950 v Rimu, 1951-1954 vodja gospodarske delegacije v Trstu, 1954-1957 vodja kabineta državnega sekretarja za zunanje zadeve in načelnik zahodnoevropskega oddelka v državnem sekretariatu, 1957-1960 veleposlanik Jugoslavije na Dunaju, 1960-1964 poslanik v Izraelu. Po vrnitvi je bil izvoljen za sodnika Zveznega ustavnega sodišča (1967-1975), nato svetovalec Skupščine SRS pri Komisiji za mednarodne odnose. V tem času je realiziral že nekaj let v slovenski in jugoslovanski politiki živo misel o ustanovitvi Centra za proučevanje dežel v razvoju, ki je sprva deloval v sklopu Fakultete za sociologijo, politične vede in novinarstvo v Ljubljani. Leta 1973 je Center postal samostojna institucija, Zemljak pa je bil direktor vse do upokojitve 1980. Poslej je bil aktiven svetovalec Centra, ki se je še naprej razvijal po njegovih zasnovah. Zemljak je bil nosilec več odlikovanj. Umrl je v nesreči, ko so se nanj na ulici zrušile ledene sveče z napušča.

## Odlikovanja in priznanja
- partizanska spomenica 1941
- red za hrabrost (1945, 1946, 1963)
- red bratstva in enotnosti z zlatim vencem (1945)
- red zaslug za ljudstvo s srebrnimi žarki (1946)
- red jugoslovanske zastave z zlatim vencem (1955)
- red republike z zlatim vencem (1969)
- red zaslug za ljudstvo z zlato zvezdo (1978)
- avstrijsko priznanje Das grosse goldene Ehrenzeichen am Bande für Verdienste um die Republik Österreich (1960).